# Quin
Quin (iriska: Cuinche) är en ort i republiken Irland.   Den ligger i grevskapet An Clár och provinsen Munster, i den centrala delen av landet, 180 km väster om huvudstaden Dublin. Quin ligger 22 meter över havet och antalet invånare är 935.
Terrängen runt Quin är platt. Runt Quin är det ganska tätbefolkat, med 58 invånare per kvadratkilometer. Närmaste större samhälle är Ennis, 8,5 km väster om Quin. Trakten runt Quin består i huvudsak av gräsmarker.